# Grand Prix van Monaco 1948
De Grand Prix van Monaco 1948 was een autorace die werd gehouden op 16 mei 1948 op het Circuit de Monaco.

## Uitslag
| Positie | Nummer | Rijder                         | Team          | Ronden | Tijd/Opgave     | Startplaats |
| ------- | ------ | ------------------------------ | ------------- | ------ | --------------- | ----------- |
| 1       | 30     | Giuseppe Farina                | Maserati      | 100    | 3:18:26.9       | 1           |
| 2       | 38     | Louis Chiron                   | Talbot-Lago   | 100    | +35.2           | 11          |
| 3       | 42     | Emmanuel de Graffenried        | Maserati      | 98     | +2 ronden       | 7           |
| 4       | 16     | Maurice Trintignant            | Simca-Gordini | 98     | +2 ronden       | 13          |
| 5       | 24     | Luigi Villoresi Alberto Ascari | Maserati      | 97     | +3 ronden       | 3           |
| 6       | 4      | Yves Giraud-Cabantous          | Talbot-Lago   | 95     | +5 ronden       | 12          |
| 7       | 10     | Eugène Chaboud                 | Delahaye      | 88     | +12 ronden      | 19          |
| NC      | 2      | Clemar Bucci                   | Maserati      | 65     | +35 ronden      | 8           |
| NF      | 32     | Piero Taruffi                  | Cisitalia     | 34     | Motor           | 4           |
| NF      | 28     | Nello Pagani                   | Maserati      | 64     | Versnellingsbak | 9           |
| NF      | 26     | Alberto Ascari                 | Maserati      | 61     | Oliepomp        | 6           |
| NF      | 12     | Jean-Pierre Wimille            | Simca-Gordini | 60     | Motor           | 2           |
| NF      | 36     | Igor Troubetzkoy               | Ferrari       | 58     | Ongeluk         | 16          |
| NF      | 22     | Cuth Harrison                  | ERA           | 47     | Motor           | 17          |
| NF      | 20     | Reg Parnell                    | ERA           | 22     | Motor           | 18          |
| NF      | 34     | Tazio Nuvolari                 | Cisitalia     | 16     | Motor           | 15          |
| NF      | 8      | Louis Rosier                   | Talbot-Lago   | 16     | Motor           | 14          |
| NF      | 14     | Raymond Sommer                 | Simca-Gordini | 5      | Ventiel         | 5           |
| NF      | 40     | Birabongse Bhanubandh          | Simca-Gordini | 5      | Olie            | 10          |

1929 · 1930 · 1931 · 1932 · 1933 · 1934 · 1935 · 1936 · 1937 · 1948 · 1950 · 1955 · 1956 · 1957 · 1958 · 1959 · 1960 · 1961 · 1962 · 1963 · 1964 · 1965 · 1966 · 1967 · 1968 · 1969 · 1970 · 1971 · 1972 · 1973 · 1974 · 1975 · 1976 · 1977 · 1978 · 1979 · 1980 · 1981 · 1982 · 1983 · 1984 · 1985 · 1986 · 1987 · 1988 · 1989 · 1990 · 1991 · 1992 · 1993 · 1994 · 1995 · 1996 · 1997 · 1998 · 1999 · 2000 · 2001 · 2002 · 2003 · 2004 · 2005 · 2006 · 2007 · 2008 · 2009 · 2010 · 2011 · 2012 · 2013 · 2014 · 2015 · 2016 · 2017 · 2018 · 2019 · 2020 · 2021 · 2022 · 2023 · 2024 · 2025